# 阿莫里·勒沃
阿莫里·勒沃（法語：Amaury Leveaux，1985年12月2日—），生于贝尔福，法国游泳运动员。

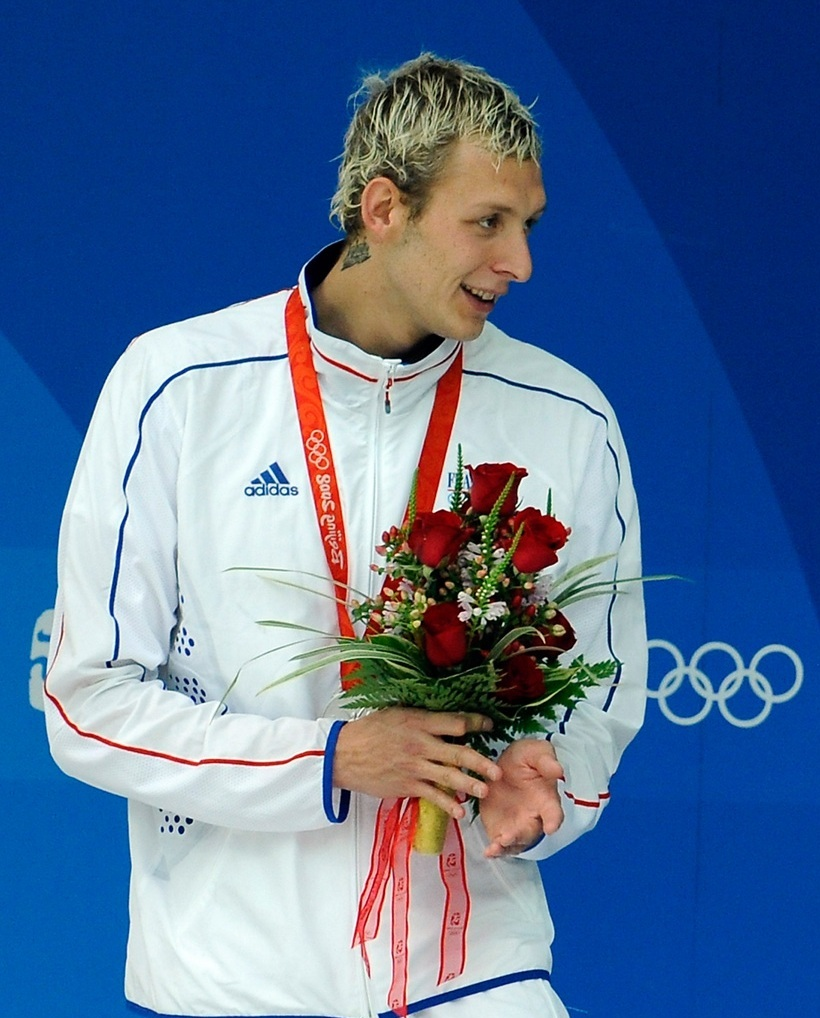

他是200米自由泳法国国家纪录的创造者，同时也握有50米自由泳的欧洲纪录。
他是2008年北京奥运会4×100米自由泳接力法国队的成员，赢得了该项目的银牌。